# سعیدپور، بدائون
سعیدپور، بدائون (به انگلیسی: Saidpur) یک منطقهٔ مسکونی در هند است که در شهرستان بدائون واقع شده‌است.

## خصوصیات
سعیدپور  ۱۵٬۰۰۰ نفر جمعیت دارد و ۷۰ متر بالاتر از سطح دریا واقع شده‌است.